# Dynsnabbagge
Dynsnabbagge (Anthicus axillaris) är en skalbaggsart som beskrevs av Schmidt 1842. Dynsnabbagge ingår i släktet Anthicus, och familjen kvickbaggar. Enligt den svenska rödlistan är arten nära hotad i Sverige. Arten förekommer på Gotland. Artens livsmiljö är havsstränder.